# 粉红理论
《粉红理论》，是一部改編自Chaoplanoy的同名小說的泰国爱情剧。该剧于2022年11月19日起每周六晚上10时55分在泰国第3电视台首播，為泰國首部百合劇。

## 剧情简介
刚从大学毕业的Mon，得偿所愿的在Sam公司实习。因为童年的相遇，使得她从小就崇拜出身王族的蒙銮郡主Sam。然而，长大后再重逢，Sam完全颠覆了她心中的想象，因为真正的Sam并不像媒体所展示的那样。

## 演员阵容
註：括號內的演員姓名為小名。

### 主要人物
- 莎露彩·查金哈（Freen）飾演 Sam（全名為Samanan Anantrakul）

出身王室，作為CEO對員工有些高冷，有著難以接近的氣場，但實際認識的話，會發現她個性其實傻得可愛。
- 瑞貝卡·派翠西亞阿姆斯壯（Becky）飾演 Mon（全名為Kornkamon Phetphailin）

新進實習生，心思細膩，很會為人著想，總是關心、照顧身邊的人。從小就對Sam十分崇拜，卻沒想到Sam的個性與自己所想得大相逕庭。

### 其他人物
- 乌拉希娅·玛来翁（Irin）飾演 Yuki

Mon的朋友
- 纳查侬·甘平（Non）飾演 Nop

Mon的青梅竹馬，一直喜歡著Mon
- 欧塔娜·普萨（Looknam）飾演 Jim

Sam的朋友
- 娜妮查·瓦拉基迪昆（Noey）飾演 Tee

Sam的朋友
- 普妮萨·西瑞桑（Baitoey）飾演 Kade

女演員，Sam的朋友
- 莎瓦洛·内卡坎（Mind）飾演 Nueng

Sam的大姐
- 阿索沃瑞·皮尼甘渣納潘（Heng）飾演 Kirk

Sam的未婚夫兼工作夥伴

## 剧集原声带
| 歌曲名称                  | 演唱                                   |
| ทฤษฎีรักนี้สีชมพู (Pink Theory) | 莎露彩·查金哈、瑞貝卡·派翠西亞阿姆斯壯 |
| ทฤษฎีรักนี้สีชมพู (Bossa Ver.)  | 莎露彩·查金哈、瑞貝卡·派翠西亞阿姆斯壯 |
| No more blues（英文）     | 莎露彩·查金哈、瑞貝卡·派翠西亞阿姆斯壯 |
| Whisper                   | 莎露彩·查金哈                          |
| คำสั่งจากหัวใจ               | 莎露彩·查金哈                          |
| คิดเหมือนกัน                 | 瑞貝卡·派翠西亞阿姆斯壯                |
| อย่าจบกันแบบนี้               | 欧塔娜·普萨                            |
| ฉันไม่ยอมแพ้                 | 欧塔娜·普萨                            |
| Because of you            | Pinpin                                 |
| นี่น่ะหรือ                    | 阿索沃瑞·皮尼甘渣纳潘                  |
| แค่นี้พอ                     | 阿索沃瑞·皮尼甘渣纳潘                  |
| Marry me                  | 苏帕蓬·尤多坎扎纳                      |
| Marry me                  | 莎露彩·查金哈、瑞貝卡·派翠西亞阿姆斯壯 |

## 制作
2021年8月22日，公布主要演員陣容並安排選角。同年12月26日選出9名女演員加入演员阵容。
2022年5月14日播出預告片後，在社交媒體上出現負面趨勢，導致團隊對劇本進行了調整、換裝、改變拍攝地點並延後直到6月20日開拍，於10月22日殺青。

## 獲獎与提名列表
| 年份   | 日期     | 颁奖典礼                          | 奖项                                     | 结果 |
| 2023年 | 5月16日  | Kazz Awards                       | Series Of The Year（年度影集）           | 獲獎 |
| 2023年 | 6月5日   | Thai Update Awards                | The Best TV Series （最佳电视剧）        | 獲獎 |
| 2023年 | 6月24日  | MAYA TV Awards 2023               | ซีรี่ส์แห่งปี（最佳LGBTQ+劇）                  | 提名 |
| 2023年 | 6月24日  | MAYA TV Awards 2023               | เพลงประกอบแห่งปี（戲劇歌曲獎）             | 提名 |
| 2023年 | 6月26日  | SEC Awards                        | Best Asian Series（最佳亚洲系列）        | 獲獎 |
| 2023年 | 9月23日  | Feed Y Capital Awards             | Popular Series（人气系列）               | 獲獎 |
| 2023年 | 10月30日 | HOWE Awards 11th Anniversary 2023 | HOWE HOTTEST SERIES AWARD (最熱門電視劇) | 獲獎 |
| 2023年 | 12月11日 | Y Universe Awards                 | The Best Series OST (最佳原聲帶)         | 獲獎 |
| 2023年 | 12月17日 | DRAMALAND AWARDS 2023             | Melhor Drama Girls Love                  | 獲獎 |
| 2023年 | 12月17日 | DRAMALAND AWARDS 2023             | DRAMALAND AWARDS Vanguard                | 獲獎 |
| 2024年 | 2月1日   | สนุกสุดจัด2023                       | The Best Series                          | 獲獎 |
| 2024年 | 2月28日  | BIC Seven Awards 2024             | LGBTQ+ Spotlight - Streaming or TV       | 獲獎 |

## 外部連結
- YouTube上的《粉红理论》播放列表（泰文）
- 粉红理论的X（前Twitter）
- 粉红理论的Instagram帳戶